# OGLE-TR-10 b

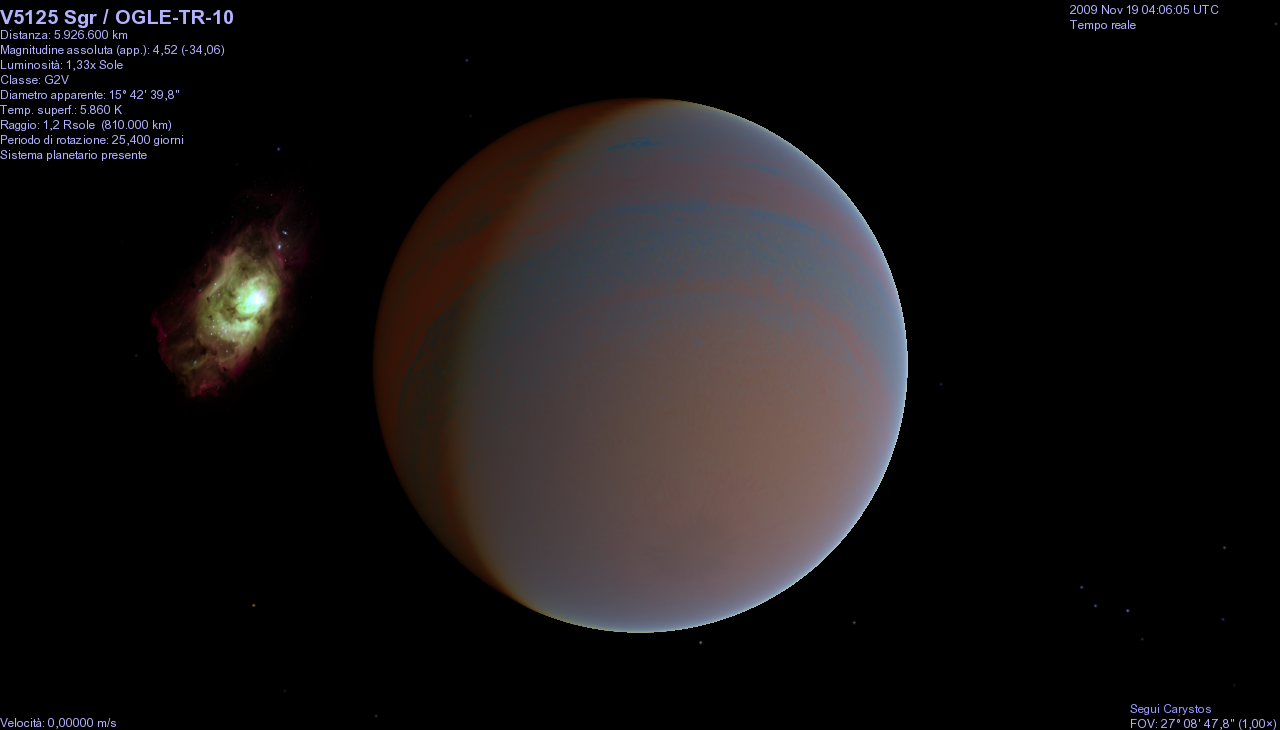
OGLE-TR-10 b et la nébuleuse de la Lagune vus dans Celestia.

 (avril 2014).
Si vous disposez d'ouvrages ou d'articles de référence ou si vous connaissez des sites web de qualité traitant du thème abordé ici, merci de compléter l'article en donnant les références utiles à sa vérifiabilité et en les liant à la section « Notes et références ».
OGLE-TR-10 b, que l'on peut aussi désigner V5125 Sagittarii b (en abrégé V5125 Sgr b) d'après la désignation d'étoile variable de son primaire, est une planète confirmée en orbite autour de l'étoile OGLE-TR-10, dans la constellation zodiacale Sagittaire, près du centre galactique. Elle est le seul objet secondaire connu de ce système. Elle transite régulièrement devant le disque de son étoile, ce qui est à l'origine de sa découverte.

## Système planétaire
Les transits d'OGLE-TR-10 b ont été détectés en 2001 grâce au télescope Warsaw de 1,3 mètre de l'observatoire de Las Campanas, dans le cadre de la troisième campagne (OGLE-III) du programme Optical Gravitational Lensing Experiment (OGLE). Sa découverte a été annoncée en 2002 par Andrzej Udalski et al.
La nature planétaire d'OGLE-TR-10 b a été confirmée en novembre 2003 par Maciej Konacki et al. à la suite d'observations d'OGLE-TR-10 avec le spectrographe HIRES installé sur le télescope [[Observatoire W. M. Keck|Keck I]].